# Mozsga
Mozsga (oroszul és udmurtul Можга [Mozsga]) város Oroszországban, az Udmurt Köztársaságban, a Mozsgai járás székhelye.

## Népesség
- 2002-ben lakosságának 56,5%-a orosz, 25,8%-a udmurt, 15,6%-a tatár.
- 2010-ben 47 961 lakosa volt, melyből 25 973 orosz, 13 353 udmurt, 7 135 tatár stb.

| Lakosok száma | 803  | 22 200 | 40 272 | 48 400 | 47 100 | 49 000 | 48 764 | 49 777 | 49 093 | 43 557 |
|               | 1897 | 1939   | 1979   | 1996   | 2003   | 2007   | 2012   | 2015   | 2019   | 2024   |